# Bradford (Vermont)
Bradford – miasto w Stanach Zjednoczonych, w stanie Vermont, w hrabstwie Orange.